# 우카이히가시촌
우카이히가시촌(宇甘東村)은 오카야마현 미쓰군에 설치되었던 촌이다. 현재의 오카야마시 기타구의 일부에 해당한다.

## 역사
- 1889년 6월 1일 - 정촌제 시행에 의해 쓰다카군 마키야마촌 우카이히가시촌이 발족하였다.
- 1900년 4월 1일 - 군의 통합에 의해 미쓰군에 소속되었다.
- 1953년 4월 1일 - 가나가와정, 마키야마촌, 우가키촌, 우카이니시촌, 아카이와군 고조촌, 가쓰라기촌과 합병해 미쓰정이 발족, 동일 우카이히가시촌은 폐지되었다.

## 참고문헌
- 角川日本地名大辞典 33 岡山県
- 『市町村名変遷辞典』東京堂出版、1990年。